# War of Dragons
War of Dragons är det svenska power metal-bandet Bloodbounds sjunde studioalbum. Det släpptes i februari 2017 på AFM Records. Skivan släpptes även i Japan, samt i diverse utgåvor med bonusmaterial.
War of Dragons är bandets sista album med trummisen Pelle Åkerlind. Anette Olzon (ex-Nightwish) bidrar med körsång.
En musikvideo spelades in till "Battle in the Sky" och en textvideo till titelspåret.

## Låtlista
1. "A New Era Begins" – 0:30
2. "Battle in the Sky" – 4:24
3. "Tears of a Dragonheart" – 3:49
4. "War of Dragons" – 4:08
5. "Silver Wings" – 3:45
6. "Stand and Fight" – 3:34
7. "King of Swords" – 4:06
8. "Fallen Heroes" – 4:20
9. "Guardians at Heaven's Gate" – 3:42
10. "Symphony Satana" – 4:57
11. "Starfall" – 3:55
12. "Dragons Are Forever" – 3:55

Bonusspår på japanska utgåvan
1. "The Dark Side of Life" (demo)

## Medverkande
Musiker
- Patrik Selleby – sång
- Tomas Olsson – gitarr
- Henrik Olsson – gitarr
- Anders Broman – basgitarr
- Fredrik Bergh – keyboard, körsång
- Pelle Åkerlind – trummor

Bidragande musiker
- Anette Olzon – körsång

Produktion
- Bloodbound – producent
- Patrik Selleby – inspelningstekniker
- Tomas Olsson – inspelningstekniker
- Fredrik Bergh – programmering, inspelningstekniker
- Dennis Bertilsson – inspelningstekniker
- Niclas Olsson – inspelningstekniker
- Ronny Milianowicz – redigering
- Jonas Kjellgren – mixning, mastering
- Hiko Kramer – layout
- Tom Thiel – omslagskonst
- Björn Liljegrääs – foto

## Inspelningsinformation
Inspelningsstudior:
- Black Lounge Studios, Grangärde
- Bloodbound Studios, Bollnäs
- Studio 315, Bollnäs
- Sniper Studio, Finspång
- Bilda Studion, Söderhamn

Mixad och mastrad i Black Lounge Studios.